# Vila Cova da Lixa
Vila Cova da Lixa est une freguesia (« paroisse civile ») du Portugal, constituante de la cité de Lixa, rattachée au concelho (« municipalité ») de Felgueiras et située dans le district de Porto et la région Nord.

## Organes de la paroisse
- L'assemblée de paroisse est présidée par Manuel António Oliveira Pinto (groupe "PPD/PSD").
- Le conseil de paroisse est présidé par Agostinho Teixeira da Fonseca e Sousa (groupe "PPD/PSD").